# Hilde Hildebrand

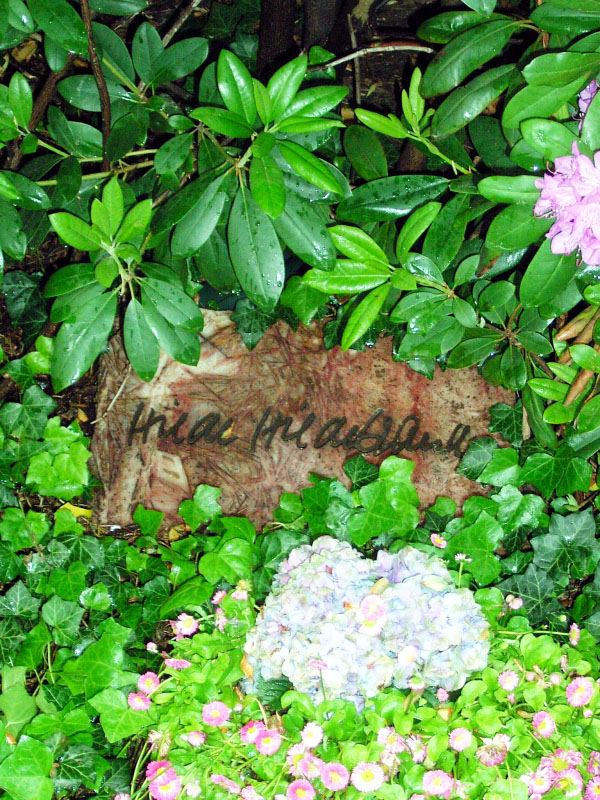
Lápida de Hilde Hildebrand, cementerio de Heerstraße, Berlín.

(Emma Minna) Hilde Hildebrand (* 10 de septiembre de 1897 en Hannover; † 28 de abril de 1976 en Berlín) fue una actriz de teatro y cine y cantante alemana.

## Biografía
Se inició en el ballet de Hannover en 1913 a los ocho años, debutando como actriz en 1914 bajo el nombre de Emma Hildebrand.
Después de la Primera Guerra Mundial se mudó a Berlín donde protagonizó revistas musicales, operetas y películas con Rudolf Nelson y Gustaf Gründgens. Su mayor éxito lo experimentó con el grupo Die goldene Sieben, que era una orquesta de danza y entretenimiento de los años treinta. 
Como cancionista tuvo gran éxito con "Liebe ist ein Geheimnis", "Mein Herz hat Heimweh" y "Nachts ging das Telefon".
Fue la protagonista de la primera versión de Victor Victoria ("Viktor Viktoria" - junto a Renate Müller) y de 108 películas entre las que se cuentan "Allotria", "Bel Ami" y "Amphitryon – Aus den Wolken kommt das Glück".
En 1933 se afilió al Partido nazi pero ya en 1941 no gozaba del favor del poderoso Joseph Goebbels por lo que sus ofertas de trabajo fueron disminuyendo.
En 1945 mientras entretenía a las tropas en la actual República Checa, fue capturada, encarcelada y maltratada por las tropas rusas. Regresó a Berlín en 1947.
Después de la Segunda Guerra Mundial regresó al teatro donde protagonizó La Loca de Chaillot y La visita de la vieja dama. Su último trabajo fue en 1971 en televisión.

## Discografía
- Du hast für meine Liebe nur ein Lächeln

- Liebe ist ein Geheimnis[6]

- Beim ersten mal da tuts noch weh

- So war die Frau von Eschenbach

- Ich bin eine Frau für die Liebe

## Filmografía
- 1920: Die Scheidungsehe

- 1922: Es bleibt in der Familie

- 1922: Hotel zum goldenen Engel

- 1925: Der Trödler von Amsterdam

- 1928: Sechs Mädchen suchen Nachtquartier

- 1928: Der fesche Husar

- 1928: Rasputins Liebesabenteuer

- 1930: Zweierlei Moral

- 1930: Das Schicksal der Renate Langen

- 1931: Arme, kleine Eva!

- 1931: Panik in Chicago

- 1931: Mein Leopold

- 1932: Das schöne Abenteuer
- 1932: Drei von der Kavallerie
- 1932: Strafsache van Geldern

- 1932: Unmögliche Liebe
- 1933: Moral und Liebe
- 1933: Ein Lied für Dich

- 1933: Sprung in den Abgrund
- 1933: Gruß und Kuß – Veronika
- 1933: Wege zur guten Ehe
- 1933: Liebe muß verstanden sein
- 1933: Keine Angst vor Liebe
- 1933: Gretel zieht das große Los
- 1933: Viktor und Viktoria

- 1934: Die englische Heirat

- 1935: Barcarole

- 1935: Amphitryon – Aus den Wolken kommt das Glück

- 1935: Liselotte von der Pfalz

- 1935: Der Gefangene des Königs

- 1935: Der Kurier des Zaren

- 1937: Mutterlied

- 1938: Es leuchten die Sterne

- 1938: Das Mädchen von gestern Nacht

- 1939: Der grüne Kaiser

- 1939: Silvesternacht am Alexanderplatz

- 1939: Bel Ami

- 1939: Parkstraße 13

- 1939: Ehe in Dose

- 1939: Das Glück wohnt nebenan

- 1940: Frau nach Maß

- 1940: Der Kleinstadtpoet

- 1940: Alarm

- 1941: Jenny und der Herr im Frack

- 1943: Die schwache Stunde

- 1943: Ich bitte um Vollmacht

- 1944: Schuß um Mitternacht

- 1944: Spiel

- 1945: Ruf an das Gewissen

- 1949: Kleiner Wagen – große Liebe

- 1949: Kätchen für alles

- 1950: Epilog

- 1954: Sie

- 1955: Die Drei von der Tankstelle

- 1959: Bezaubernde Arabella

- 1960: Die Fastnachtsbeichte

- 1963: Die Dreigroschenoper